# Palais de la Pureté céleste

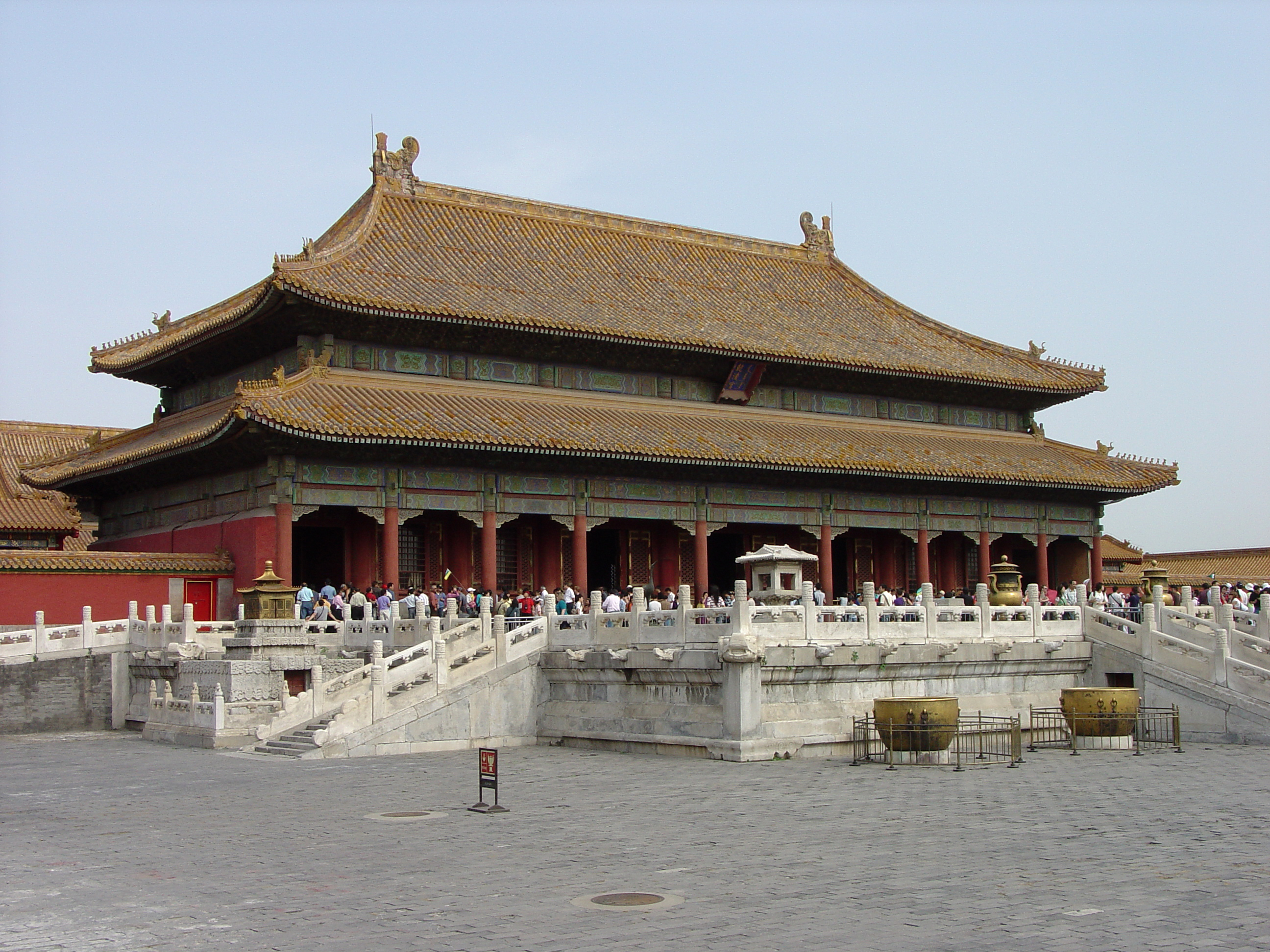
Vue extérieure du palais de la pureté céleste

Le palais de la pureté céleste, ou palais de Qianqing (chinois : 乾清宫 ; pinyin : qiánqīng gōng ; Mandchou : ᡴᡳᠶᠠᠨ
ᠴᡳᠩ
ᡤᡠᠩ ; Möllendorff：kiyan cing gung) est un palais de la cité interdite à Pékin, en Chine. C'est le plus grand des trois pavillons de la cour intérieure, qui est située à l'extrémité nord de la Cité interdite. Les deux autres sont le pavillon de l'Union et le palais de la tranquillité terrestre. Durant la dynastie Qing, le palais sert souvent de salle d'audience de l'empereur, où il siège en présidant le Grand Conseil.
Le palais de la pureté céleste est un bâtiment à deux niveaux situé sur une plate-forme en marbre blanc qui ne comporte qu'un seul niveau. Il est relié à la Porte de la Pureté Céleste (en), située au sud, par une passerelle surélevée. Sous la dynastie Ming, ce palais était la résidence de l'empereur. Il a été divisé en neuf chambres, réparties sur deux niveaux, et comportant 27 lits. Pour des raisons de sécurité, l’empereur en choisissait une au hasard chaque nuits. Cette façon de faire a perduré au début de la dynastie Qing; mais lorsque l'empereur Yongzheng est monté sur le trône, il ne souhaitait pas habiter le palais occupé par son père pendant 60 ans. Il a préféré s'installer dans le Pavillon de la Culture de l'Esprit (en), plus petit et situé plus à l'ouest. Les empereurs qui lui ont succédé ont fait de même.  Le palais de la pureté céleste devient alors la salle d'audience de l'empereur, où il tient sa cour, reçoit des ministres et des émissaires et organise des banquets. Au centre du palais, au sommet d'une plateforme élaborée, se trouvent un trône et un pupitre sur lequel l'empereur écrivait des notes et signait des documents lors de conseils et réunions qu'il tiens avec ses ministres. On trouve dans le plafond de cette pièce un caisson comportant un dragon enroulé. 

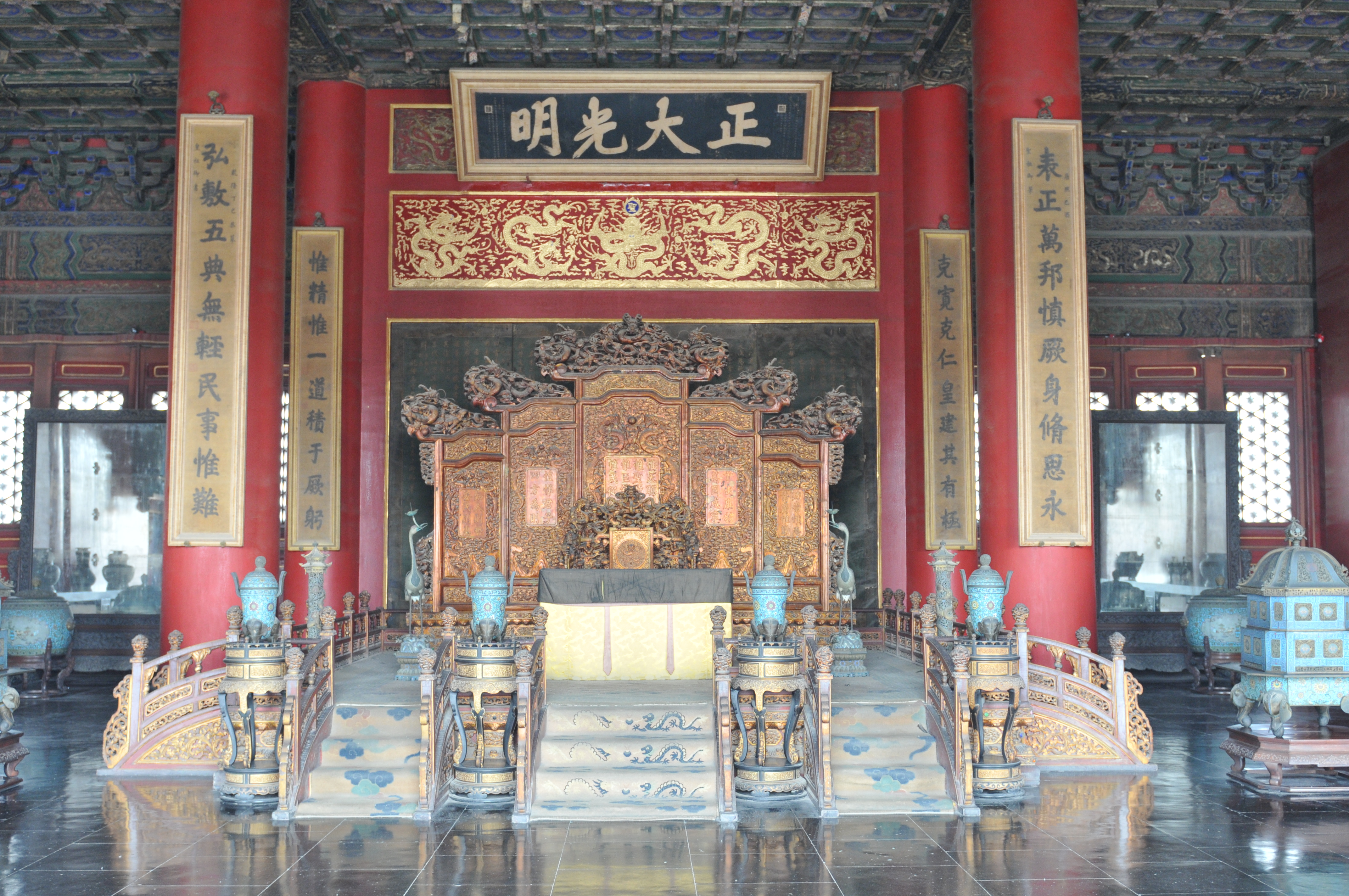
Le trône du palais de la pureté céleste

Au-dessus du trône se trouve une tablette sur laquelle est rédigée en script de droite à gauche,  le texte zhèng dà guāng míng ( 正大光明  ), écrit par l’ empereur Shunzhi. Cette tablette a été traduite de plusieurs façons, mais la transcription la plus littérale est "laissez le juste briller". Il est souvent utilisé comme un idiome chinois, signifiant "être décent, honnête et magnanime", ou "ne pas avoir de secret ou faire un acte impudique".  
À partir du règne de l'empereur Yongzheng, qui avait lui-même accédé au trône au milieu d'un conflit de succession, les empereurs de la dynastie Qing ont désigné leurs héritiers en secret, par testament. Un exemplaire dudit testament était caché derrière cette tablette et un autre toujours porté par l'empereur lui-même. 